# ناصر عبدالله
ناصر عبدالله (هلندی: Nacer Abdellah؛ زادهٔ ۳ مارس ۱۹۶۶) بازیکن سابق فوتبال اهل مراکش بوده است.
وی در تیم ملی فوتبال مراکش ۲۴ بازی انجام داده است و عضو این تیم در جام جهانی فوتبال ۱۹۹۴ بوده است.